# Doerun (Georgia)
Doerun es una ciudad situada en el condado de Colquitt, Georgia, Estados Unidos. Tiene una población estimada, a mediados de 2023, de 718 habitantes.

## Geografía
La localidad está ubicada en las coordenadas 31°19′22″N 83°55′00″O / 31.32278, -83.91667 (31.322799, -83.916532). Según la Oficina del Censo, tiene una superficie total de 3.37 km², de los cuales 3.33 km² corresponden a tierra firme y 0.04 km² están cubiertos de agua.

## Demografía
Según la estimación 2019-2023 de la Oficina del Censo, los ingresos medios de los hogares son de $42,692 y los ingresos medios de las familias son de $47,768.